# Обіденко Олексій Олексійович
Олексій Олексійович Обіденко (4 жовтня 1951, смт Олексієво-Дружківка, Донецька область, Україна — 28 лютого 2013, м. Костянтинівка, Україна) — український художник (живописець), письменник (прозаїк).

## Життєпис

### Ранні роки, освіта
Народився 4 жовтня 1951 року в сім’ї звичайних робітників.
В 1967 році закінчив вісім класів Дружківської загальноосвітньої трудової політехнічної середньої школи №14 в Донецькій області. Вступив до вечірньої, навчання в якій було призупинене службою в армії. Під час служби він почав писати прозу, спершу це були «Армійські записки», написані з гумором, в стилі щоденнику, пізніше перейшов до оповідань на серйозні теми, писав багато власних роздумів на суспільно-політичну тематику. По поверненню, продовжив навчання у вечірній школі. Захопився етюдами, почав активно вдосконалювати свої художні здібності. У 1971 році отримав свідоцтво про закінчення двох курсів Московського Заочного Народного Університету Мистецтв РСФСР. В 1972 році закінчив Дружківську вечірню середню школу №3 і цього ж року вступив до Ростовського художнього училища імені Грекова на художньо-оформлювальне відділення, з третьої спроби, попередні дві були перед армією та після неї.

### Стосунки, захоплення, мистецькі кроки
Про першу дружину – Тамару – відомостей фактично не збереглось. Ці стосунки існували недовго, в період після повернення з армії.
Навчаючись в Ростові, познайомився зі своєю другою дружиною Іриною, одружились вони в 1976 році. Жити переїхали до смт Олексієво-Дружківки Донецької області. Тоді ж Олексій влаштувався працювати завідувачем в художньо-оформлювальну майстерню в Костянтинівці. В 1977 році  народилась донька Анастасія. Але коли їй виповнився рік, між батьками стався розрив. Шлюб офіційно розірвано в січні 1979 року, Олексій був позбавлений можливості спілкування зі своєю донько. Забравши її, жінка повернулась до Ростову-на-Дону, де вдруге вийшла заміж. В цей же період Олексій купив будинок в Костянтинівці, де написав свій перший автопортрет, присвячений душевним стражданням від позбавлення спілкування з донькою. Анастасія до підліткового віку не знала, що живе з вітчимом, листи рідного батька від неї ховали. Вже 2007 році вона сама приїхала до батька знайомитись, між ними склались теплі дружні стосунки, які вплинули на творчу сторону характеру Анастасії, змінивши кардинально її подальше життя. Підтримувались ці стосунки до самої смерті Олексія.
Близько 1980 року зрозумів, що паперова маячня забирає в нього купу часу і пригнічує натхнення, тому пішов з посади завідувача, залишившись працювати там само звичайним художником-оформлювачем. За свій зовнішній неформальний вигляд, погляди та неприховане негативне ставлення до наглядної радянської агітації, та Системи взагалі - неодноразово викликався до КДБ.

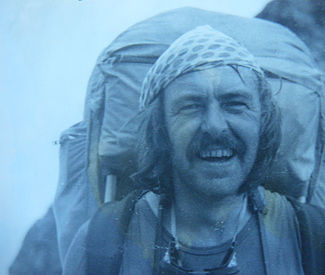
Обіденко О.О. в одному з походів по Кавказу

Одружився втретє в 1981 році - з Людмилою[недоступне посилання з липня 2019]. Наступні роки були насичені мандрівками та категорійними походами, Олексій разом з дружиною підкорювали вершини Карпат, Криму, Кавказу, Уралу, відвідали в лижних походах витоки Дніпра та Волги. В 1985 році в них народилась донька Дарія. 
В період між 1981-1986 роками Олексій написав кілька коротких оповідань, таких як «Ученик тэрапэвта», де висміюється радянський світогляд, «Разговор с тестем», написаний в формі дискусії ярого комуніста з «антисоветчиком», та повість  «Планета самодура». Весь цей час писав і продавав власні картини, написані, як в стилі класичного живопису, так і декоративного. В національну спілку художників України вступати відмовився, пояснюючи це нелюбов’ю до бюрократії.
В 1988 році приступив до написання роману «Формула Власти» в сатирично-фантастичному жанрі, що був закінчений близько кінця 1989 – початку 1990. В романі висміював радянський устрій, менталітет, партію з її фальшивими принципами, розмірковував над недосконалістю і схожістю людей.
Після розвалу радянського союзу і проголошення Незалежності України перейшов повністю на українську мову, свою доньку Дарію віддав навчатись в мало чисельний український клас костянтинівської школи №16. З тих пір відкрито демонстрував свою громадянську позицію і любов до України, перестав ховати свої твори, які до Перебудо́ва (рос. перестройка) вважались антирадянською агітацією. Під враженням від «цькування» за бажання спілкуватись рідною мовою – поголив голову, лишивши «оселедець», і насолоджувався реакцією співвітчизників.

### Творча криза
З початком кризи 90х цікавість людей до мистецтва витіснилась необхідністю виживати, відповідно, стрімко впав попит на картини. Це спричинило затяжну депресію в Олексія, яка ближче до кінця 90х вилилась в нервовий зрив. Він трощив рами, рвав холсти і знищив більшу частину свого творчого доробку. З тих пір картин більше не писав.
Шукаючи спосіб заробітку «по душі» Олексій, що завжди любив собак, почав займатись їх розведенням. У дворі власного будинку облаштував просторі вольєри, зареєстрував розплідник. Такий бізнес допоміг родині поступово вийти з фінансової кризи.

### Останні роки
В 2003 році, після того як донька переїхала навчатись і працювати до Києва, Олексій раптом замкнувся в собі, почав віддалятись від дружини, та зрештою переконав Людмилу жити окремо. Їх стосунки стали, скоріше, дружніми. Про офіційне розлучення питання не підіймалось.
В 2004 році активно підтримував Помаранчева революція, постійно носив революційну символіку та вступав в безкінечні політичні дискусії зі своїми земляками, місцеві неодноразово погрожували йому розправою за громадянську позицію, але він відповідав: «Я це вже проходив у 91му».
Близько 2007 року згорнув діяльність розплідника і працював нічним сторожем в «Зеленбуді» міста Костянтинівки, де розпочав роботу над продовженням роману «Формула Власти» – «20 лет спустя», але не закінчивши його, близько 2008 року почав редагувати повість «Планета самодура». Цю роботу теж не було завершено.
В 2009 році померла мати Олексія – Любов Мефодіївна. Ця втрата гостро вплинула на його душевний стан, різко погіршилось здоров’я, після виходу на пенсію  депресія підсилилась «кризою старіння».  Через надмірне  куріння Олексій мав проблеми з серцем. 
В лютому 2013 року в його домі сталася пожежа, яку вчасно загасили завдяки сусідам, але сам Олексій отримав отруєння чадом. Протягом двох тижнів його намагалась виходити рідна сестра, але проблеми з серцем і небажання жити в принципі - були сильнішими.
28 лютого 2013 року Олексій Олексійович Обіденко помер від ішемічна хвороба серця. Похований на кладовищі в Олексієво-Дружківці, поряд з могилою матері.